# Quiriego
Quiriego là một đô thị thuộc bang Sonora, México. Năm 2005, dân số của đô thị này là 3049 người.